# スポーツトレイン
『スポーツトレイン』（Sports Train）は、1989年10月2日から1992年9月25日まで、日本テレビ系列で月曜 - 金曜22:52 - 23:00に放送されていた、スポーツ関連情報番組。

## 番組キャスター
- 上野由比
- 豊田順子（日本テレビアナウンサー）
- 黒沢桂子

## 概要
1989年9月29日まで放送されていた『プロ野球ミニ情報』の趣旨を受け継ぐ形で、タイトルを変えてスタート。
番組内では、主に当日のプロ野球の勝敗結果ダイジェスト版の他、各スポーツ競技の結果を伝えていた。

## その他
当番組はローカルセールス枠内での放送という事もあり、深夜にフジテレビ系『プロ野球ニュース』をネットしている一部のクロスネット局などではネット受けせず、当該時間帯を各県のローカルニュースや天気予報に差し替えていた放送局もある。
また、関東地方では前々枠であったスポーツニュース、前枠であったプロ野球ミニ情報からの引き続きで丸井の一社提供番組であった。
広島テレビでは直前に天気予報を放送して1つの番組としていたため、ブルーバックで「天気予報 スポーツトレイン」のロゴを出したBGMなしのオープニングを流して、天気予報を放送した後にオープニングムービー終了後のスタジオの画面から飛び乗っていた。